# Stora Fäbodtjärnen (Los socken, Hälsingland)
Stora Fäbodtjärnen är en sjö i Ljusdals kommun i Hälsingland och ingår i Ljusnans huvudavrinningsområde.